# لوون آلتونیان (بازیکن فوتبال)
لوون آرام آلتونیان (ارمنی: Լեւոն Արամ Ալթունեան؛ ۱۵ فوریهٔ ۱۹۳۶ در بیروت – ۶ سپتامبر ۲۰۲۰ در رومیه) بازیکن سابق فوتبال در هافبک اهل لبنان بود.

## باشگاهی
از باشگاه‌هایی که در آن بازی کرده‌است می‌توان به باشگاه فوتبال هومنتمن بیروت اشاره کرد.

## تیم ملی
وی همچنین در تیم ملی فوتبال لبنان بازی کرده‌است.
| گل | تاریخ         | ورزشگاه                          | حریف          | گل‌زده | نتیجه | رقابت               |
| -- | ------------- | -------------------------------- | ------------- | ----- | ----- | ------------------- |
| ۱  | ۱۸ اکتبر ۱۹۵۷ | ورزشگاه کمیل شمعون، بیروت، لبنان | عربستان سعودی | ۱–۰   | ۱–۱   | 1957 Pan Arab Games |
| ۲  | ۲۲ اکتبر ۱۹۵۷ | ورزشگاه کمیل شمعون، بیروت، لبنان | اردن          | –     | ۶–۰   | 1957 Pan Arab Games |
| ۳  | ۳۱ مارس ۱۹۶۳  | ورزشگاه کمیل شمعون، بیروت، لبنان | کویت          | ۱–۰   | ۶–۰   | 1963 Arab Cup       |
| ۴  | ۳۱ مارس ۱۹۶۳  | ورزشگاه کمیل شمعون، بیروت، لبنان | کویت          | ۶–۰   | ۶–۰   | 1963 Arab Cup       |
| ۵  | ۴ آوریل ۱۹۶۳  | ورزشگاه کمیل شمعون، بیروت، لبنان | سوریه         | ۲–۳   | ۲–۳   | 1963 Arab Cup       |
| ۶  | ۶ آوریل ۱۹۶۳  | ورزشگاه کمیل شمعون، بیروت، لبنان | اردن          | ۱–۰   | ۵–۰   | 1963 Arab Cup       |
| ۷  | ۶ آوریل ۱۹۶۳  | ورزشگاه کمیل شمعون، بیروت، لبنان | اردن          | ۴–۰   | ۵–۰   | 1963 Arab Cup       |
| ۸  | ۶ آوریل ۱۹۶۳  | ورزشگاه کمیل شمعون، بیروت، لبنان | اردن          | ۵–۰   | ۵–۰   | 1963 Arab Cup       |

## درگذشت
در روز ۶ سپتامبر ۲۰۲۰ در سن ۸۴ سالگی آلتونیان در بیمارستان Daher El Bachek در رومیه درگذشت.